# Steinbruch Mittel

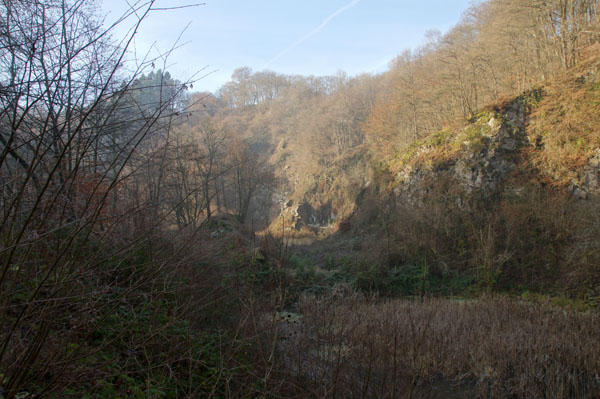
Steinbruch Mittel

Der Steinbruch Mittel liegt südwestlich von Mittel und östlich von Rommen im Gemeindegebiet von Windeck im Rhein-Sieg-Kreis. Der Steinbruch liegt westlich vom Gierzhagener Bach. Der Steinbruch ist einer von mehreren aufgelassenen Steinbrüchen im Gierzhagener Bachtal.

## Beschreibung
Beim Steinbruch Mittel handelt es sich um einen ehemaligen Grauwacke-Steinbruch. Im Steinbruch gibt es ein kleinräumiges Mosaik von sehr unterschiedlichen Lebensräumen, vom Teich über den Magerrasen bis hin zur Geröllhalde. Auch ein kleiner Wasserfall ist vorhanden. Es kommen im Steinbruch viele seltene Arten vor. Insbesondere der Artenreichtum von Amphibien und Reptilien ist sehr groß. Es kommen aktuell Fadenmolch, Bergmolch, Feuersalamander, Grasfrosch, Erdkröte, Grünfrosch, Ringelnatter, Blindschleiche, Waldeidechse und  Zauneidechse vor. Früher kamen auch noch Gelbbauchunke und Geburtshelferkröte vor.  Auch verschiedene Arten von Heuschrecken, Libellen und Schmetterlinge sind zu finden. So kommen die Schmetterlingsarten Jakobskrautbär und Spanische Fahne vor. Auf den arten- und blütenreichen Magerrasen wachsen Heide-Nelke, Felsennelke, Raue Nelke, Gelber Hohlzahn, Frühlings-Fingerkraut, Thymian und Oregano. In der Spritzwasserzone des kleinen Wasserfalls wachsen einige seltene Moose. Auch Dunkers Quellschnecke Bythinella dunkeri und der Kurzflügelkäfer Dianous coerulescens lebt dort. Im Steinbruch sind ferner Gewöhnlicher Tüpfelfarn und Schönes Frauenhaarmoos zu finden.
Der Bruch mit 6 ha Flächengröße konnte vom Bergischen Naturschutzverein mit Fördergeldern der NRW-Stiftung und der HIT-Stiftung angekauft werden. Ortsgruppen vom Bergischen Naturschutzverein führten zahlreiche Arbeiten im Steinbruch durch. Auch Schulklassen aus Rosbach waren zeitweise im Bruch aktiv. Einmal im Jahr werden die Magerwiesen gemäht. Im Bruch sammelte man Müll und endsorgte ihn ordnungsgemäß. Im zugewachsenen Steinbruch entfernte man Gehölze um wärmeliebenden Tieren und Pflanzen Lebensraum zu schaffen. Mit einem Bagger erfolgte eine Entschlammung des großen Steinbruchgewässers. Der Bagger entfernte auch in Teilbereichen nährstoffreichen Oberboden bis auf den nährstoffarmen, felsig-steinigen Steinbruchboden, um die Entwicklung eines arten- und blütenreichen Magerrasens einzuleiten. Für Gelbbauchunken legte man zwei Kleingewässer mit einer Spezial-Abdichtung an.
Im Fachinformationssystem vom Landesamt für Natur, Umwelt und Verbraucherschutz Nordrhein-Westfalen (LANUV) gehört der Steinbruch zum Biotop BK-5111-0067 Gierzhagener Bachtal als gesetzlich geschütztes Biotop nach § 30 BNatSchG. Das Fachinformationssystem des LANUV schlägt eine Ausweisung als Naturschutzgebiet (NSG) vor.